# Бутан на Светском првенству у атлетици на отвореном 2015.
Бутан је учествовао на Светском првенству у атлетици на отвореном 2015. одржаном у Пекингу од 12. до 30. августа пети пут. Репрезентацију Бутана представљао је један такмичар који се такмичио у трци на 100 метара,
На овом првенству Бутан није освојио ниједну медаљу. Није било нових националних рекорда, а оборен је један лични рекорд.

## Учесници
Мушкарци:
- Таши Денлуп — Трка на 100 метара

## Резултати

### Мушкарци
| Атлетичар   | Дисциплина | Лични рекорд | Предтакмичење | Предтакмичење | Квалификације    | Квалификације    | Полуфинале       | Полуфинале       | Финале           | Финале     | Детаљи |
| Атлетичар   | Дисциплина | Лични рекорд | Резултат      | Место         | Резултат         | Место            | Резултат         | Место            | Резултат         | Место      | Детаљи |
| ----------- | ---------- | ------------ | ------------- | ------------- | ---------------- | ---------------- | ---------------- | ---------------- | ---------------- | ---------- | ------ |
| Таши Денлуп | 100 м      |              | 12,15 НР      | 8 у гр. 2     | Није се пласирао | Није се пласирао | Није се пласирао | Није се пласирао | Није се пласирао | 67/68 (71) |        |